# Bergur Sokkason
Bergur Sokkason (m. 1350) fue un monje benedictino, escaldo y erudito islandés. En 1316 era monje en el monasterio de Þingeyrar pero se trasladó al monasterio de Munkaþverá donde fue prior  en 1322 y abad de 1325 a 1334 y en una segunda ocasión de 1345 a 1350. La última mención escrita sobre Bergur en vida fue en 1345, se supone que murió cinco años más tarde.
El obispo Lárentíus Kálfsson alabó su labor como escritor y líder espiritual en Laurentiusar saga biskups (la saga del obispo Laurentius). También fue contemporáneo y amigo de Einarr Hafliðason.
Entre sus obras más importantes se encuentran: Nikulás saga erkibiskups y Mikaels saga höfuðengils; posiblemente Guðmundar saga, versión C, la versión L de Jóns saga helga, y Jóns þáttr Halldórssonar. También se le imputa Kirjalax saga, Rémundar saga keisarasonar y Dínus saga drambláta. Más recientemente se le adjudicó la versión B de Þorláks sögur helga, conservado en el manuscrito medieval (siglo XV) AM 382 4.º.
Su narrativa se diferencia de otros de autores de la época, pues sigue una cronología de acontecimientos, ofreciendo un tono realístico, usando referencias de fuentes fiables para confirmar la narrativa y hacerla creíble, posiblemente usando ejemplos del extranjero como el florilegio.